# 미라벨로산니티코
미라벨로산니티코(이탈리아어: Mirabello Sannitico)는 이탈리아 몰리세주 캄포바소도의 코무네다. 최소 12세기까지 거슬러 올라가는 이 도시는 농업 기반 문화와 역사가 풍부하다.